# Église Saint-Martin-de-Tours de Courgenard
L'église Saint-Martin-de-Tours est une église catholique située à Courgenard, en France.

## Localisation
L'église est située dans le département français de la Sarthe, sur la commune de Courgenard.

## Historique
L'édifice est classé au titre des monuments historiques en 1995.

## Description

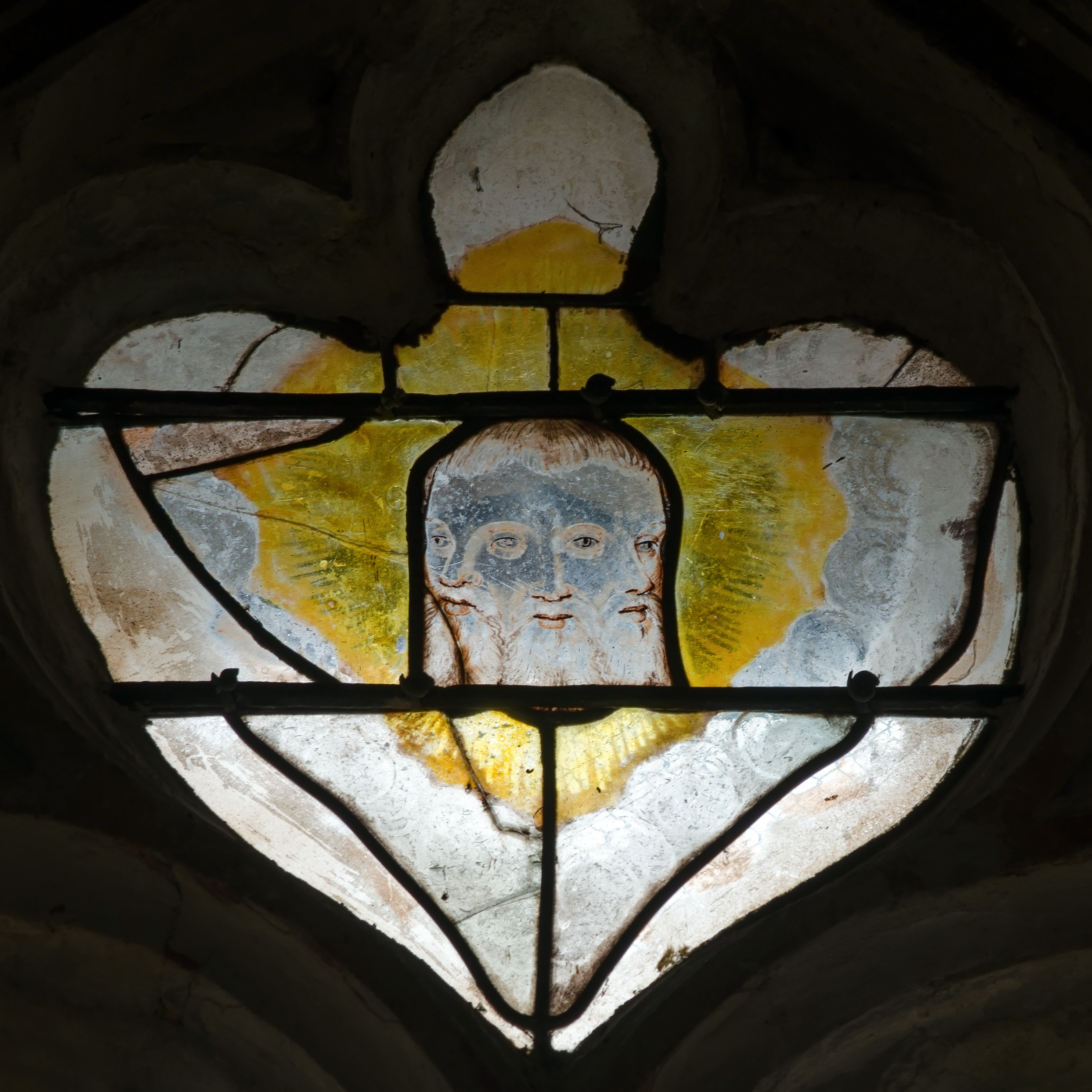
La Trinité, détail d'une verrière de l'église.

L'église offre un Dit des trois morts et des trois vifs, représentation murale montrant trois jeunes gentilshommes interpellés dans un cimetière par trois morts, qui leur rappellent la brièveté de la vie et l'importance du salut de leur âme.
Les deux verrières du chœur datent du XVIe siècle et ont été restaurées à plusieurs reprises. La verrière de la crucifixion comprend notamment une rare représentation de la Trinité, fusion de trois visages.